# Thanaa Debsi
Pour les articles homonymes, voir Debsi.
Sanaa Debsi (θanaːʔ dibsiː en arabe : ثناء دبسي), née le 1er janvier 1941 à Alep et morte le 20 février 2024, est une actrice syrienne.

## Biographie
Née à Alep, en Syrie, en 1941, Sanaa a commencé à jouer dans des films à partir de 1963 et rejoint l'Ordre des artistes syriens en 1968. Elle épouse ensuite l'acteur syrien Salim Sabri. De ce mariage est issue Yara Sabri, travaillant aussi dans l'industrie du cinéma. Elle était aussi la grand-tante de l'actrice Hanouf Kharboutli. Elle est la sœur de Sara Debsi.

## Filmographie
(octobre 2019).

### Télévision
- الشمس تشرق من جديد : (Le Soleil brille à nouveau)
- سيرة آل جلالي : (Biographie de Al-Jalil)
- البيت القديم : (L'ancienne maison)
- القناع : (Le masque)
- غزلان في غابة الذئاب : (Les cerfs dans la forêt des loups)
- قوس قزح : (Arc-en-ciel)
- الميراث : (L'héritage)
- الواهمون : (Al-Wahmon)
- عشاء الوداع : (Dîner d'adieux)
- عصي الدمع : (Larmes dures)
- زمن العار : (Temps de la honte)
- وراء الشمس : (Derrière le soleil)
- الزعيم : (Le chef)
- بنات العيلة : (Filles de Eila)

## Théâtre
- الأشجار تموت واقفة : (Les arbres meurent debout)
- الأشباح : (Les fantômes)
- التنين : (Le dragon)
- رجل القدر : (Homme du destin)
- قوس قزح : ?